# Abdel Hady Khallaf Allah
Abdel Hady Khallaf Allah Abdel Hady (en arabe : عبدالهادي خلف الله عبدالهادي) est un boxeur égyptien né le 5 mars 1946 à Alexandrie et mort en 2008 dans la même ville.

## Carrière
Abdel Hady Khallaf Allah obtient la médaille de bronze dans la catégorie des poids plumes aux championnats d'Afrique de Lusaka en 1968. Aux Jeux olympiques d'été de 1968 à Mexico, il est éliminé en quarts de finale dans la catégorie des poids plumes par l'Américain Al Robinson.
Il concourt ensuite dans la catégorie des poids légers. Médaillé d'or aux Jeux méditerranéens d'Izmir en 1971, il participe ensuite aux Jeux olympiques d'été de 1972 à Munich, où il est éliminé au premier tour par l'Iranien Hassan Eghmaz (en).